# Uljana Hrynisjyna
Uljana Hrynisjyna (ukrainska: Уляна Гринішина), född 9 oktober 2008, är en ukrainsk konstsimmare. Hennes tvillingsyster Marija Hrynisjyna är också konstsimmare.

## Karriär
Vid konstsim-EM 2025 i Funchal var Hrynisjyna en del av Ukrainas lag som tog silver i både det tekniska och akrobatiska lagprogrammet.